# Ganske

Fisz, wersja podstawowa

Ganske (Gancke, Gantzke, Gantzken, Łabędź odmienny, albo Gąska lub Paparona odmienny) – kaszubski herb szlachecki. Jego wariant podstawowy ma być według Przemysława Pragerta odmianą herbu Łabędź, zaś jego odmiana oznaczona numerem II, odmianą herbu Gąska.

## Opis herbu
Herb występował w co najmniej trzech wariantach. Opisy z wykorzystaniem zasad blazonowania, zaproponowanych przez Alfreda Znamierowskiego:
Ganske (Gancke, Gantzke, Gantzken, Łabędź odmienny): W polu czerwonym łabędź srebrny. Klejnot: nad hełmem bez korony półksiężyc srebrny z twarzą, w prawo między dwiema gwiazdami złotymi w pas. Labry: czerwone, podbite srebrem.
Ganske I odmienny (Gantzken, Łabędź odmienny): Łabędź ma wzniesione skrzydła, barwy całości nieznane.
Ganske II (Gancke, Gantzke, Gąska odmienny, Paparona odmienny): W polu czerwonym gęś srebrna. Klejnot: nad hełmem bez korony półksiężyc złoty z twarzą, w prawo między dwiema gwiazdami złotymi w pas. Labry: czerwone, podbite srebrem.

## Najwcześniejsze wzmianki
Wariant I pojawia się u Bagmihla (Pommersches Wappenbuch). Wariant Ia pochodzi z mapy Pomorza Lubinusa z 1618. Wariant II wymieniany w Nowym Siebmacherze oraz przez Ostrowskiego (Księga herbowa rodów polskich). Jest to jedyny wariant herbu znany polskiej heraldyce, zatem herb Gansków w polskiej heraldyce znany jest jako odmiana Gąski a nie Łabędzia.

## Rodzina Ganske
Drobnoszlachecka rodzina z Siemirowic w ziemi lęborskiej. Wymieniana w 1575 (Gonssken), następnie w 1601, 1605, 1608, 1618, 1621, 1658 (Peter Gutzken), 1715 (Johann von Gantzke), 1756 (Franz von Gantzke). Rodzina miała wygasnąć na jakimś von Gantzke służącym w armii pruskiej w drugiej połowie XVIII wieku. Rodzina jednak utrzymała się przy życiu, lecz poprzez wgląd na zdarzenia losowo-systemowe liczenie się ograniczyła. Nazwisko ewoluowało i obecnie funkcjonuje w formie Gański. Podobnymi herbami pieczętowały się rodziny Dote i Rostke, co pozwala przypuszczać, że są jednego pochodzenia z Ganskenami.

## Herbowni
Ganske (Ganckaw, Gancke, Gancki, Gansken, Ganski, Gantzke, Gantzken, Gantzkow, Ganzki, Gącki, Gonske, Gonsken, Gonssken, Gontzken, Gooste, Gutzke, Gansk, Gąska).